# 谈美书简
《谈美书简》，1980年出版，著名美学家朱光潜的作品，是朱光潜82岁高龄写出的一本通俗读物。

## 创作背景
《谈美书简》写于1980年，作者朱光潜此时已经82岁，他谈到创作缘由时说：“我之终于答应写《谈美书简》；一则是要报答来信来访和来约者的盛意；二则是从解放出来，我一直在抓紧时间学习马列主义经典著作，对过去自己的言论中错误和不妥处也日渐有所认识，理应趁这段‘行将就木’的余年向读者作个检查或交代。”
朱光潜总结写作《谈美书简》书籍的目的一是答疑解惑、普及美学知识；二是学术总结，向知识界报告。
该书出版于改革开放初期，左倾思想并没有肃清，故而作者用了“检查”、“交代”等词语反讽时局。

## 内容
《谈美书简》用书信形式讲述了“美”和“美感”、“美的规律”、“美的范畴”等一系列美学问题，书信一共13封，每封信都独立成文，而13封信的排列有系统性，第一封信到第六封信讲述研究美学的方法；第七封信讲述审美经验和审美意识；第八封信到第十三封信讲述艺术中的美感和美。
第一部分是书籍的基础部分，包括前六封信，作者用大篇幅的文字介绍了研究美学的方法和原则：一是学美学必须学文学、艺术、心理学、历史和哲学，因为这些学科是贯通串联的，同时还必须懂得一二门外语，这样可以直接阅读外文美学原著。二是研究美学必须从现实生活出发，而不是空谈哲理，抽象理解概念，作者认为必须深入生活中调查和分析，而不是虚谈概念和理念。三是审美的主体是人，而审美是同思考力、情感和追求目的紧密联系的，离开这些谈审美都是孤立和不科学的方法。四是用马克思理论研究美学的意义。五是美学必须冲破禁区，人性论、人道主义、人情味都是禁区。
第二部分讲美感的基础是生理学。作者认为美来源于人的生理反应，呼吸、循环、运动，器官会感觉到流动的美感。
第三部分谈文学艺术中的美，第八封信和第九封信作者认为文学艺术是美的重要表现学科，研究美学的人必须读文学著作时字斟句酌、精读著作、背诵著作，这样才能融会贯通。第十封信到最后一封信讲述了浪漫主义、现实主义、悲剧、喜剧这些美学中的词汇含义。

## 主题
《谈美书简》总结了美学的一些基本要素和概念理念，前五封信是抽象理论，六到十三封信则是讲方法论，也是全书的重点。